# The Newsreader
The Newsreader é uma série de televisão australiana criada por Michael Lucas e exibida pela ABC Television. A trama explora a vida pessoal e profissional de jornalistas e da equipe em uma redação australiana dos anos 1980. A série é protagonizada por Anna Torv e Sam Reid, e estreou em 15 de agosto de 2021.
A primeira temporada se tornou o programa dramático mais assistido da ABC em 2021, levando à produção de uma segunda temporada, que estreou em setembro de 2023. Ambas as temporadas receberam aclamação da crítica e conquistaram o maior número de indicações em seus respectivos prêmios AACTA.
A terceira e última temporada foi confirmada no final de 2023, com as filmagens iniciadas em janeiro de 2024, e a temporada estreou em 2025 no dia 2 de fevereiro.

## Elenco

### Principal
- Anna Torv como Helen Norville
- Sam Reid como Dale Jennings
- Robert Taylor como Geoff Walters
- William McInnes como Lindsay Cunningham
- Marg Downey como Evelyn Walters
- Stephen Peacocke como Rob Rickards
- Michelle Lim Davidson como Noelene Kim
- Chum Ehelepola como Dennis Tibb
- Rory Fleck Byrne como Gerry Carroll (2ª temporada)
- Daniel Gillies como Charlie Tate (2ª temporada)
- Philippa Northeast como Kay Walters (2ª temporada)

### Recorrente
- Chai Hansen como Tim Ahern
- Caroline Lee como Jean Pascoe
- Maria Angelico como Cheryl Ricci
- John Leary como Murray Gallagher
- Jackson Tozer como Ross McGrath
- Rhys Mitchell como Brian Mathers
- Maude Davey como Val Jennings
- Queenie van de Zandt como Donna Gillies
- Bert La Bonté como Gordon (1ª temporada)
- Dom Phelan como Brett (1ª temporada)
- Damian Callinan como Frank (2ª temporada)
- Jane Harber como Carla Carroll (2ª temporada)
- Cazz Bainbridge como Marta (2ª temporada)
- Nick Simpson-Deeks como Paul (2ª temporada)
- Dan Spielman como Vincent Callahan (2ª temporada)

## Episódios
| Temporada | Temporada | Episódios | Episódios | Originalmente exibido  | Originalmente exibido  |
| Temporada | Temporada | Episódios | Episódios | Estreia da temporada   | Final da temporada     |
| --------- | --------- | --------- | --------- | ---------------------- | ---------------------- |
|           | 1         | 6         | 6         | 15 de agosto de 2021   | 19 de setembro de 2021 |
|           | 2         | 6         | 6         | 10 de setembro de 2023 | 15 de outubro de 2023  |
|           | 3         | 6         | 6         | 2025                   | 2025                   |

## Recepção
No Rotten Tomatoes, a primeira temporada da série tem 100% de aprovação com base em 17 avaliações, com uma nota média de 7,4/10. O consenso dos críticos do site afirma: "Uma recriação envolvente do ritmo televisivo dos anos 1980, The Newsreader extrai drama autêntico e humor graças à sua verossimilhança e à performance impressionante de Anna Torv".

## Prêmios e indicações
| Ano  | Prêmio                        | Categoria              | Indicado       | Resultado |
| 2024 | 52º International Emmy Awards | Melhor Série Dramática | The Newsreader | Indicado  |